# Мост Кеннеди (Бонн)
Мост Кеннеди (нем. Kennedybrücke) — стальной сварной арочный мост через Рейн, расположенный в городе Бонне (Германия, федеральная земля Северный Рейн — Вестфалия) на расстоянии 654,9 км от истока реки. Мост соединяет городские районы Бойель и Бонн (de:Bonn (Stadtbezirk)). По мосту проходит федеральная автодорога B56 (de:Bundesstraße 56).

## История
В 1898 году на том месте, где сейчас находится мост Кеннеди, был открыт т. н. Рейнский мост (de:Alte Rheinbrücke (Bonn)). Этот мост был взорван 8 марта 1945 года отступающими войсками вермахта.

В 1948—1949 годах на месте взорванного моста сооружается новый стальной арочный мост, который также был назван Рейнским мостом, при этом предыдущий мост стали называть Старым Рейнским мостом.

Стальные конструкции были изготовлены компанией «Stahlbau Rheinhausen». Строительные работы выполняла компания «Weyer Beratende Ingenieure im Bauwesen GmbH». Основные строительные работы были завершены 6 сентября 1949 года. Движение по мосту было открыто 12 ноября.

В 1963 году мост был переименован в честь 35-го президента США Джона Кеннеди.

В 2003 году в результате обследования моста был установлен факт сильного повреждения мостовых конструкций коррозией. С сентября 2005 года из соображений безопасности было запрещено движение по мосту пешеходов и велосипедистов. 16 апреля 2007 года мост был закрыт на реконструкцию. Первоначально планировалось, что движение по мосту удастся открыть в апреле 2010 года, но в результате мост был частично открыт для движения только 12 ноября, а полностью мост начал функционировать с июня 2011 года. Вместо предварительно рассчитанной суммы расходов на реконструкцию, которая составляла 41,8 млн. евро, общие затраты на реконструкцию составили 51,4 млн евро. В ходе реконструкции с южной стороны моста по всей его длине была смонтирована солнечная батарея. Мост Кеннеди стал первым в Европе мостом, который был оборудован солнечной батареей.

## Технические данные[6]
- Высота над уровнем реки — 3,45-11 м
- Схема пролетов — 99,22 м — 195,83 м — 99,22 м
- Главный пролёт — 195,83 м
- Длина моста — 598 м
- Ширина моста — 18,45 м